# Dobbelrit
Een dobbelrit is een clubrit van een motorclub.
Bij een dobbelrit moeten de deelnemers zes posten bezoeken die enkele tientallen kilometers uit elkaar liggen. Bij elke post moet een opdracht worden uitgevoerd, waarmee punten te verdienen zijn. De volgorde waarin de posten bezocht moeten worden wordt bepaald door te dobbelen. Men gooit op het vertrekpunt met een dobbelsteen, en rijdt vervolgens naar de post met het corresponderende nummer. Na het uitvoeren van de opdracht dobbelt men weer om de volgende post te bepalen. Door gunstig te dobbelen (steeds de dichtstbijzijnde volgende post) kan men tijd winnen waardoor de kansen op de overwinning verbeteren. Bij ongunstig dobbelen kan men zodanig in tijdnood komen, dat men een post moet overslaan. 
De opdrachten zijn vaak minder serieuze, ludieke spelen, zoals: een droge beschuit eten en daarna fluiten (de tijd wordt genoteerd), een zo hoog mogelijke score op een flipperkast halen, een parcours afleggen op een fiets met één trapper, hoefijzergooien. Soms zijn ze gerelateerd aan motorrijden, zoals het herkennen van motoronderdelen in een grabbelton of het herkennen van bepaalde merken en typen motorfietsen aan de hand van een detailfoto.
In het belang van de verkeersveiligheid is het voor de organiserende motorclub van belang de posten niet te ver uit elkaar te leggen, omdat anders veel deelnemers de maximumsnelheid moeten overschrijden om alle posten te kunnen bezoeken. 
Men kan soms individueel aan een dobbelrit deelnemen, maar meestal in groepjes van ca. vier motoren. Dit verkort de wachttijden bij de posten.
Andere clubritten van motorclubs kunnen zijn:
- de Fotopuzzelrit
- de Oriëntatierit
- de Puzzelrit
- de Sterrit
- de Toertocht